# SOFIA (observatorium)

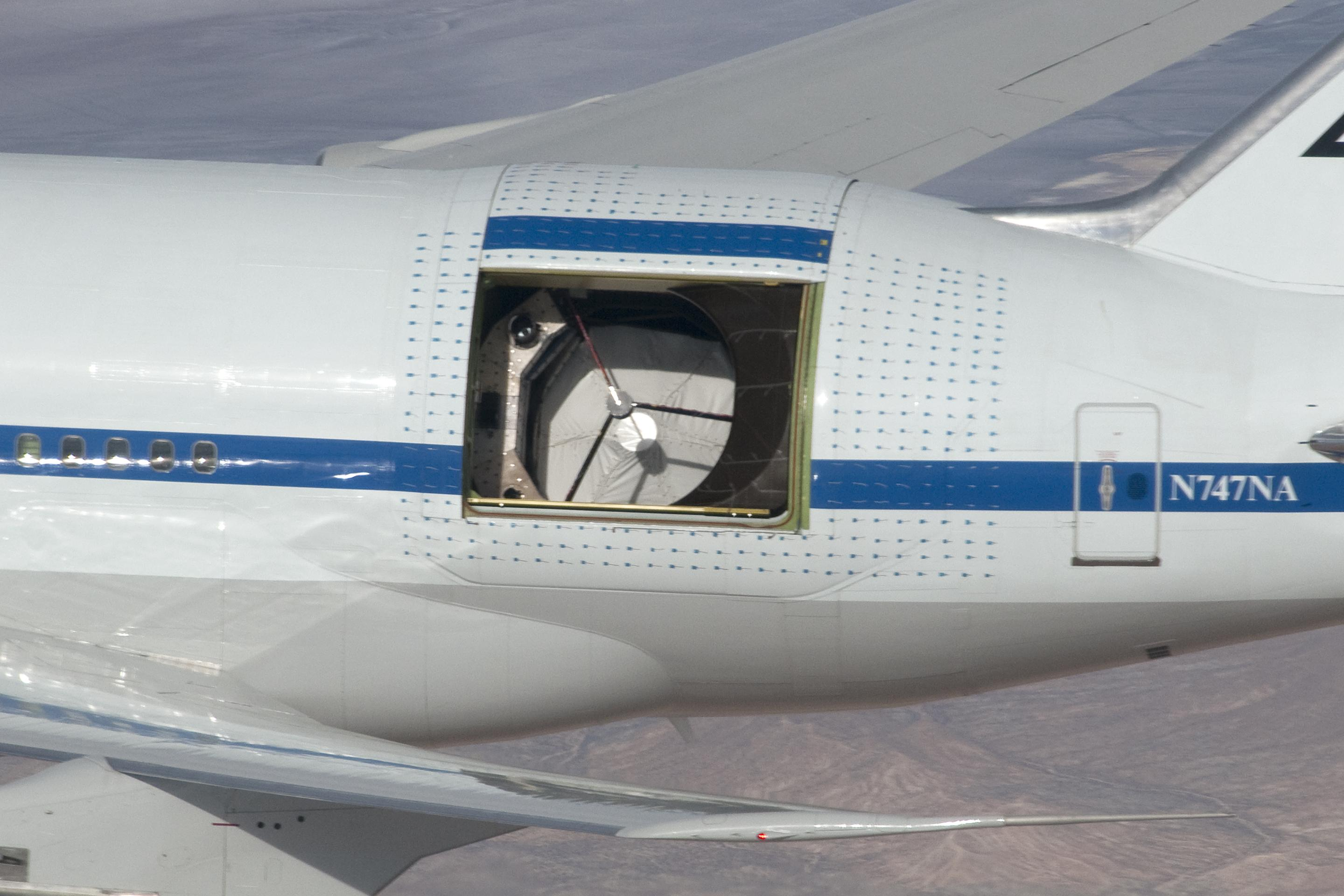
de telescoop zichtbaar door de geopende (vracht)deur

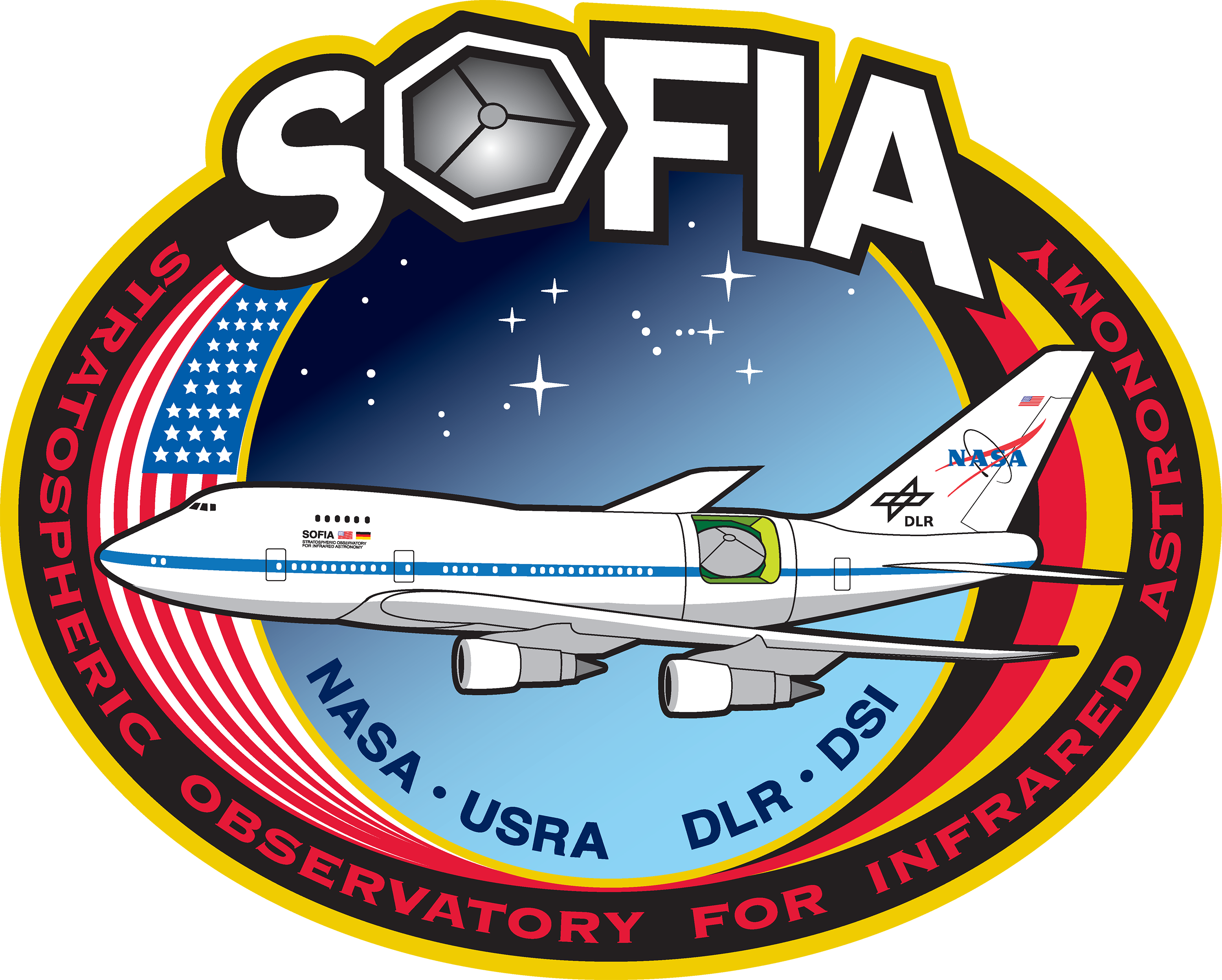

SOFIA, een afkorting van "Stratospheric Observatory For Infrared Astronomy", was een gezamenlijk project van de Amerikaanse ruimtevaartorganisatie NASA en de Duitse lucht-en-ruimtevaart-organisatie DLR (Deutsches Zentrum für Luft- und Raumfahrt). Het was de opvolger van het Kuiper Airborne Observatory. SOFIA maakte de eerste wetenschappelijke vlucht op 30 november 2010.

## Instrument
SOFIA was een vliegend observatorium, bestaande uit een telescoop van 2,5 m spiegeldiameter gemonteerd in een aangepaste Boeing 747SP. Het observatorium doet waarnemingen in infrarood- en sub-millimeter-golflengtes vliegend op een hoogte van 12 km of meer, boven de verstorende invloed van de atmosfeer. 
SOFIA onderzoekt het ontstaan van sterrenstelsels en de vorming en ontwikkeling van sterren uit interstellaire wolken van gas en stof.

## Einde programma
Eind april 2022 werd door NASA en DLR het einde van het SOFIA-programma aangekondigd wegens de hoge kosten. Op 30 september 2022 werden de wetenschapsvluchten beëindigd en het team zocht naar opties voor een passend permanent onderkomen voor het vliegtuig. Sofia's gegevens van in totaal 732 nachtelijke observaties zullen  openbaar beschikbaar worden gesteld voor verder onderzoek.
Op 13 december 2022 maakte het vliegtuig zijn laatste vlucht. Die ging van NASA’s Neil Armstrong Flight Research Center naar het Pima Air & Space Museum in Tucson, Arizona waar het toestel permanent tentoon zal worden gesteld.